# Nejc Podobnik
Nejc Podobnik, slovenski tekstopisec in skladatelj * 14. avgust 1992. 
Na 42. festivalu Popevka je za skladbo Z očmi zaljubljenca v maju (Lea Likar) prejel nagrado za najboljše besedilo. Je pisec glasbe in besedil za slovensko pop skupino Proper.  
Kot samostojni ustvarjalec je 12. februarja 2021 je objavil klavirski album Do I Dare Disturb the Universe?
Je sin slovenskega politika Marjana Podobnika.

## Glasba

### Albumi
| Naslov                          | Leto | Izvajalec     |
| ------------------------------- | ---- | ------------- |
| Naprej                          | 2019 | Proper        |
| Do I Dare Disturb the Universe? | 2021 | Nejc Podobnik |

### Singli
| Skladba                    | Leto | Izvajalec       | Soustvarjalci               | Prva izvedba                   |
| -------------------------- | ---- | --------------- | --------------------------- | ------------------------------ |
| Ne pozabi, da si lepa      | 2016 | Proper          | Tine Lustek (ar.)           |                                |
| Na konec Ljubljane         | 2017 | Po drugi strani | Grega Forjanič (ar.)        | Dnevi slovenske zabavne glasbe |
| Rad bi jo videl            | 2017 | Proper          | Tine Lustek (ar.)           |                                |
| Tvoj odsev                 | 2017 | Rebeka Bogataj  | Tine Lustek (ar.)           | Ritem srca 2017                |
| Ko čas se ustavi           | 2017 | Vocabella       | Tine Lustek (ar.)           | Kočevje špila                  |
| Kaplje upanja              | 2017 | Proper          | Tine Lustek (ar.)           |                                |
| Ukraden cvet               | 2018 | Proper          | Tine Lustek (ar.)           | Ema 2018                       |
| Povej naprej               | 2018 | Karin Možina    | Tim Žibrat (ar.)            |                                |
| Mladost                    | 2018 | Proper          | Tine Lustek (ar.)           |                                |
| Z očmi zaljubljenca v maju | 2018 | Lea Likar       | Matija Krečič (ar.)         | Popevka 2018                   |
| Izgubljeni sin             | 2018 | Proper          | Proper (ar.)                | Ritem srca 2018                |
| Ko rosi                    | 2019 | Proper          | Proper (ar.)                |                                |
| Spet zaljubljena           | 2019 | Alya            | Raay (m.), Raay Music (ar.) |                                |
| Ti boš tam                 | 2019 | Proper          | Proper (ar.)                |                                |
| Naprej                     | 2020 | Proper          | Proper (ar.)                |                                |